# 23. ročník udílení Cen Sdružení filmových a televizních herců
23. ročník udílení Cen Sdružení filmových a televizních herců se konal 29. ledna 2017. Ocenění se předalo nejlepším filmovým a televizním vystoupením v roce 2016. Nominace byly oznámeny 14. prosince 2016. Ceremoniál vysílaly stanice TNT a TBS.
4. srpna 2016 bylo oznámeno, že Lily Tomlin získá cenu Celoživotní ocenění.

## Vítězové a nominovaní

### Film
| Nejlepší mužský herecký výkon v hlavní roli | Nejlepší ženský herecký výkon v hlavní roli |
| --- | --- |
| - Denzel Washington – Ploty jako Troy Maxson - Casey Affleck – Místo u moře jako Lee Chander - Andrew Garfield – Hacksaw Ridge: Zrození hrdiny jako Desmond T. Doss - Ryan Gosling – La La Land jako Sebastian Wilder - Viggo Mortensen – Tohle je náš svět jako Ben Cash | - Emma Stoneová – La La Land jako Mia Dolan - Amy Adamsová – Příchozí jako Dr. Louise Banks - Emily Bluntová – Dívka ve vlaku jako Rachel Watson - Natalie Portmanová – Jackie jako Jackie Kennedyová - Meryl Streepová – Božská Florence jako Florence Foster Jenkins |
| Nejlepší mužský herecký výkon ve vedlejší roli | Nejlepší ženský herecký výkon ve vedlejší roli |
| - Mahershala Ali – Moonlight jako Juan - Jeff Bridges – Za každou cenu jako Marcus Hamilton - Hugh Grant – Božská Florence jako St. Clair Bayfield - Lucas Hedges – Místo u moře jako Patrick Chandler - Dev Patel – Lion jako Saroo Brierley | - Viola Davis – Ploty jako Rose Maxson - Naomie Harrisová – Moonlight jako Paula - Nicole Kidmanová – Lion jako Sue Brierley - Octavia Spencerová – Skrytá čísla jako Dorothy Vaughan - Michelle Williamsová – Místo u moře jako Randi Chandler                        |
| Nejlepší obsazení ve filmu | |
| - Skrytá čísla – Mahershala Ali, Kevin Costner, Kirsten Dunstová, Taraji P. Henson, Aldis Hodge, Janelle Monáe, Jim Parsons, Glen Powell a Octavia Spencerová - Tohle je náš svět – Annalise Basso, Shree Crooks, Ann Dowd, Kathryn Hahn, Nicholas Hamilton, Samantha Isler, Frank Langella, George MacKay, Erin Moriarty, Viggo Mortensen, Missi Pyle, Charlie Shotwell a Steve Zahn - Ploty – Jovan Adepo, Viola Davis, Stephen Henderson, Russell Hornsby, Saniyya Sidney, Denzel Washington a Mykelti Williamson - Místo u moře – Casey Affleck, Kyle Chandler, Lucas Hedges, Gretchen Mol, Matthew Broderick a Michelle Williamsová - Moonlight – Mahershala Ali, Naomie Harrisová, André Holland, Jharrel Jerome, Janelle Monáe, Trevante Rhodes a Ashton Sanders | |
| Nejlepší výkon kaskaderského souboru ve filmu | |
| - Hacksaw Ridge: Zrození hrdiny - Tohle je náš svět - Captain America: Občanská válka - Jason Bourne - Noční zvířata | |

### Televize
| Nejlepší mužský herecký výkon v seriálu (drama) | Nejlepší ženský herecký výkon v seriálu (drama) |
| --- | --- |
| - John Lithgow – Koruna jako Winston Churchill - Sterling K. Brown – Tohle jsme my jako Randall Pearson - Peter Dinklage – Hra o trůny jako Tyrion Lannister - Rami Malek – Mr. Robot jako Elliot Alderson - Kevin Spacey – Dům z karet jako Francis Underwood | - Claire Foy – Koruna jako Queen Elizabeth II - Millie Bobby Brownová – Stranger Things jako Jedenáctka - Thandie Newton – Westworld jako Maeve Millay - Winona Ryder – Stranger Things jako Joyce Byers - Robin Wrightová – Dům z karet jako Claire Underwood                                                  |
| Nejlepší mužský herecký výkon v seriálu (komedie) | Nejlepší ženský herecký výkon v seriálu (komedie) |
| - William H. Macy – Shameless jako Frank Gallagher - Anthony Anderson – Black-ish jako Andre „Dre“ Johnson starší - Tituss Burgess – Nezdolná Kimmy Schmidt jako Titus Andromedon - Ty Burrell – Taková moderní rodinka jako Phil Dunphy - Jeffrey Tambor – Transparent jako Maura Pfefferman | - Julia Louis-Dreyfus – Viceprezident(ka) jako Selina Meyer - Uzo Aduba – Holky za mřížemi jako Suzanne „Crazy Eyes“ Warren - Jane Fondová – Grace a Frankie jako Grace Hanson - Ellie Kemper – Nezdolná Kimmy Schmidt jako Kimmy Schmidt - Lily Tomlin – Grace a Frankie jako Frances "Frankie" Bergstein      |
| Nejlepší mužský herecký výkon v minisérii nebo TV filmu | Nejlepší ženský herecký výkon v minisérii nebo TV filmu |
| - Bryan Cranston – Nástupce jako prezident Lyndon B. Johnson - Riz Ahmed – Jedna noc jako Nasir "Naz" Khan - Sterling K. Brown – American Crime Story jako Christopher Darden - John Turturro – Jedna noc jako John Stone - Courtney B. Vance – American Crime Story jako Johnnie Cochran | - Sarah Paulsonová – American Crime Story jako Marcia Clark - Bryce Dallas Howardová – Černé zrcadlo jako Lacie Pound - Felicity Huffmanová – American Crime jako Leslie Graham - Audra McDonald – Lady Day at Emerson's Bar and Grill jako Billie Holiday - Kerry Washingtonová – Confirmation jako Anita Hill |
| Nejlepší obsazení (drama) | |
| - Stranger Things – Millie Bobby Brownová, Cara Buono, Joe Chrest, Natalia Dyer, David Harbour, Charlie Heaton, Joe Keery, Gaten Matarazzo, Caleb McLaughlin, Matthew Modine, Rob Morgan, John Paul Reynolds, Winona Ryder, Noah Schnapp, Mark Steger a Finn Wolfhard - Koruna – Claire Foy, Clive Francis, Harry Hadden-Paton, Victoria Hamilton, Daniel Ings, Billy Jenkins, Vanessa Kirby, John Lithgow, Lizzy McInnerny, Ben Miles, Jeremy Northam, Nicholas Rowe, Matt Smith, Pip Torrens a Harriet Walterová - Panství Downton – Samantha Bond, Hugh Bonneville, Patrick Brennan, Laura Carmichael, Jim Carter, Raquel Cassidy, Paul Copley, Brendan Coyle, Michelle Dockeryová, Kevin Doyle, Michael Fox, Joanne Froggatt, Matthew Goode, Harry Hadden-Paton, Rob James-Collier, Sue Johnston, Allen Leech, Phyllis Logan, Elizabeth McGovern, Sophie McShera, Lesley Nicol, Douglas Reith, David Robb, Maggie Smithová, Jeremy Swift, Howard Ward a Penelope Wilton - Hra o trůny– Alfie Allen, Jacob Anderson, Dean-Charles Chapman, Emilia Clarkeová, Nikolaj Coster-Waldau, Liam Cunningham, Peter Dinklage, Nathalie Emmanuel, Kit Harington, Lena Headeyová, Conleth Hill, Kristofer Hivju, Michiel Huisman, Faye Marsay, Jonathan Pryce, Sophie Turner, Carice van Houtenová, Gemma Whelan a Maisie Williamsová - Westworld – Ben Barnes, Ingrid Bolsø Berdal, Ed Harris, Luke Hemsworth, Anthony Hopkins, Sidse Babett Knudsen, James Marsden, Leonardo Nam, Thandie Newton, Talulah Riley, Rodrigo Santoro, Angela Sarafyan, Jimmi Simpson, Ptolemi Slocum, Evan Rachel Woodová, Shannon Woodward a Jeffrey Wright | |
| Nejlepší obsazení (komedie) | |
| - Holky za mřížemi – Uzo Aduba, Alan Aisenberg, Danielle Brooks, Blair Brown, Jackie Cruz, Lea DeLaria, Beth Dover, Kimiko Glenn, Annie Golden, Laura Gómez, Diane Guerrero, Michael J. Harney, Brad William Henke, Vicky Jeudy, Julie Lake, Selenis Leyva, Natasha Lyonne, Taryn Manning, James McMenamin, Adrienne C. Moore, Kate Mulgrewová, Emma Myles, Matt Peters, Lori Petty, Jessica Pimentel, Dascha Polanco, Laura Prepon, Jolene Purdy, Elizabeth Rodriguez, Nick Sandow, Abigail Savage, Taylor Schilling, Constance Shulman, Dale Soules, Yael Stone, Lin Tucci a Samira Wiley - Teorie velkého třesku – Mayim Bialik, Kaley Cuoco, Johnny Galecki, Simon Helberg, Kunal Nayyar, Jim Parsons, Melissa Rauch - Black-ish – Anthony Anderson, Miles Brown, Deon Cole, Laurence Fishburne, Jenifer Lewis, Peter Mackenzie, Marsai Martin, Jeff Meacham, Tracee Ellis Ross, Marcus Scribner a Yara Shahidi - Taková moderní rodinka – Aubrey Anderson-Emmons, Julie Bowen, Ty Burrell, Jesse Tyler Ferguson, Nolan Gould, Sarah Hyland, Jeremy Maguire, Ed O'Neill, Rico Rodriguez, Eric Stonestreet, Sofía Vergara a Ariel Winterová - Viceprezident(ka)– Dan Bakkedahl, Sufe Bradshaw, Anna Chlumsky, Gary Cole, Kevin Dunn, Clea Duvall, Nelson Franklin, Tony Hale, Hugh Laurie, Julia Louis-Dreyfus, Sam Richardson, Reid Scott, Timothy Simons, John Slattery, Sarah Sutherland, Matt Walsh a Wayne Wilderson | |
| Nejlepší výkon kaskaderského souboru | |
| - Hra o trůny - Daredevil - Luke Cage - Živí mrtví - Westworld | |

## Ve vzpomínku
1. Ken Howard
2. William Schallert
3. Patty Duke
4. Jack Riley
5. Nancy Reaganová
6. Bill Nunn
7. Alan Young
8. Anton Yelchin
9. Alexis Arquette
10. Anne Jackson
11. Kenny Baker
12. Hugh O'Brian
13. Florence Henderson
14. Robert Vaughn
15. William Christopher
16. George Kennedy
17. David Huddleston
18. Doris Robertsová
19. Larry Drake
20. Jon Polito
21. Theresa Saldana
22. Garry Shandling
23. John McMartin
24. Thomas Mikal Ford
25. Robert Horton
26. Beth Howland
27. Ron Glass
28. Fyvush Finkel
29. Steven Hill
30. Richard Libertini
31. Abe Vigoda
32. Dan Haggerty
33. Prince
34. Alan Thicke
35. Zsa Zsa Gabor
36. Garry Marshall
37. Gene Wilder
38. Mary Tyler Moore
39. Carrie Fisher
40. Debbie Reynoldsová